# Egyptens nationalvåben
Egyptens nationalvåben (Arabisk: شعار مصر) udgøres af den såkaldte Saladins ørn, en heraldisk figur der også optræder i statsvåbenet for Irak. En lignede figur findes i Syriens våben, den såkaldte Qureishs høg. Ørnen er gylden med sorte vinger, og bærer på dens bryst et lodretstribet skjold stribet rødt-hvidt-sort (Egyptens flag, blot med lodrette i stedet for vandrette striber). I sine klør holder ørnen en skriftrulle med statens navn på arabisk: Gumhuriyat Misr al-Arabiya (Egyptens arabiske republik). 
| Artikelstump | Spire Denne artikel om et rigsvåben eller statsvåben er en spire som bør udbygges. Du er velkommen til at hjælpe Wikipedia ved at udvide den. |